# إيزيس هولت
إيزيس هولت (بالإنجليزية: Isis Holt)‏ هي منافسة ألعاب القوى أسترالية، ولدت في 3 يوليو 2001 في ملبورن في أستراليا.

## روابط خارجية
- إيزيس هولت على موقع النتائج التاريخية لألعاب القوى الأسترالية (الإنجليزية)
- إيزيس هولت على موقع Paralympic.org (الإنجليزية)
- إيزيس هولت على موقع IPC.InfostradaSports.com (مؤرشف) (الإنجليزية)
- إيزيس هولت على موقع اللجنة البارالمبية الأسترالية (الإنجليزية)